# 北海道道418号上士幌停車場線
北海道道418号上士幌停車場線（ほっかいどうどう418ごう かみしほろていしゃじょうせん）は、北海道河東郡上士幌町内を結ぶ一般道道である。

## 概要

### 路線データ
- 起点：北海道河東郡上士幌町字上士幌東2線（旧国鉄 士幌線 上士幌駅跡）
- 終点：北海道河東郡上士幌町字上士幌東3線（国道273号・北海道道316号上士幌音更線交点）
- 総延長：0.921 km
- 実延長：0.412 km
- 重用延長：0.509 km

### 道路管理者
- 十勝総合振興局 帯広建設管理部 事業課

## 歴史
- 1961年（昭和36年）3月31日 - 路線認定[1]。
- 1987年（昭和62年）3月23日 - 士幌線の廃線に伴い、上士幌駅は廃駅となる。

## 路線状況

### 重複区間
- 北海道道337号上士幌士幌音更線（上士幌町字上士幌東2線 - 上士幌町字上士幌東3線）

## 地理

### 通過する自治体
- 十勝総合振興局
  - 河東郡上士幌町

### 交差する道路
上士幌町
- 北海道道337号上士幌士幌音更線 -字上士幌東2線、字上士幌東3線（重複）
- 北海道道806号上音更上士幌線 - 字上士幌東3線
- 北海道道1144号士幌上士幌線 - 字上士幌東3線
- 国道273号 - 字上士幌東3線（終点）
- 北海道道316号上士幌音更線 - 字上士幌東3線（終点）